# 하타야역
하타야역(일본어: 幡屋駅)은 일본 시마네현 운난시에 위치한 서일본 여객철도 기스키 선의 철도역이다. 단선 승강장 1면 1선의 구조를 갖춘 지상역이다.

## 이용 현황
| 승차 인원 추이 | 승차 인원 추이 |
| 연도           | 1일 평균       |
| -------------- | -------------- |
| 1999           | 66             |
| 2000           | 67             |
| 2001           | 55             |
| 2002           | 49             |
| 2003           | 36             |
| 2004           | 35             |
| 2005           | 32             |
| 2006           | 31             |
| 2007           | 29             |
| 2008           | 33             |
| 2009           | 30             |
| 2010           | 28             |
| 2011           | 32             |
| 2012           | 30             |
| 2013           | 55             |

## 역 주변
- 시마네 현도 157호 이즈모다이토 선

## 역사
- 1918년 2월 11일 : 히노카미 철도의 가모나카 역 - 다이토마치 역 간에 정류장으로서 개설.
- 1921년 3월 29일 : 정식 역으로 승격.
- 1934년 8월 1일 : 히노카미 철도가 국유화되어, 일본국유철도 기스키 선의 역이 된다.
- 1987년 4월 1일 : 일본국유철도 분할 민영화에 의해, 서일본 여객철도가 승계.

## 인접 역
| 서일본 여객철도 기스키 선 | 서일본 여객철도 기스키 선 | 서일본 여객철도 기스키 선      |
| ------------------------- | ------------------------- | ------------------------------ |
| 가모나카 신지 방면        | ■ 기스키 선               | 이즈모다이토 빈고오치아이 방면 |